# 高橋文哉
高橋文哉（日语：／ Takahashi Fumiya，2001年3月12日—）是日本男模特兒和演員。曾在東映特攝電視劇《假面騎士ZERO-ONE》中擔任主演。

## 早期生活
2001年3月12日出生於埼玉縣春日部市的高橋文哉，家中三兄弟排行老三，兩個哥哥（分別相差六歲和八歲）。在初中三年級時曾加入校中的排球部。高中就讀料理學科，畢業之後取得廚師證照。

## 職業生涯
高橋文哉於2017年6月參加「男子高校生ミスターコン2017」選拔。12月24日，他入圍了1000萬名候選人之一。
2018年7月29日至10月14日間，他參與了真人秀節目《別被太陽與狼君所欺騙》的錄影，使人氣大幅上升。
2019年7月，高橋文哉被選為東映特攝電視劇《假面騎士ZERO-ONE》的主角，他在劇中飾演飛電或人／假面騎士ZERO-ONE，這也是他首度擔綱主演的作品。該劇於2019年9月1日開播。在此前，他也在2019年7月26日上映的電影《劇場版 假面騎士ZI-O Over Quartzer》中先行登場。

## 演出作品

### 電視劇
- 假面騎士ZERO-ONE（2019年9月1日 － 2020年8月30日，朝日電視台） - 主演・飛電或人 / 假面騎士ZERO-ONE / 假面騎士ZERO-TWO / 假面騎士ARK-ONE
- 消除老師的方程式。（2020年10月31日 － 12月19日，朝日電視台） - 飾演 藤原刀矢
- 為你著迷（2021年1月8日 － 2月5日，MBS他） - 飾演 二階堂明
- 打扮的戀愛是有理由的（2021年4月20日 － 6月22日，TBS） - 飾演 秋葉亮
- 救生圈 -朋友以上，不倫未滿-（2021年8月9日 － 9月27日，東京電視台） - 飾演 佐々木誠
- 我們殺死了、最愛的你（2021年9月17日 － 10月8日，TELASA） - 主演・小林零
- 最愛（2021年10月15日 － 12月17日，TBS） - 飾演 朝宮優／情報員
- Dr. White（2022年1月17日 － 3月21日，關西電視台・富士電視台） - 飾演 佐久間新平
  - Dr. White 特別編（2022年3月28日）
- 惡女WARU〜誰說工作不帥氣？〜（2022年4月13日 － 6月15日，日本電視台） - 飾演 山瀬修
- 為你綻放的花（2022年10月18日 － 12月20日，TBS電視台） - 飾演 佐神彈
- 女神的教室～法學青春白皮書～（2023年1月9日 － 3月20日，富士電視台） - 飾演 真中信太郎
- 費馬的料理（2023年10月20日 - 12月22日，TBS） - 主演・北田岳（與 志尊淳雙主演）
- 傳說的頭目 翔（2024年7月19日 - 9月6日，朝日電視台） - 主演・山田達人 / 伊集院翔
- 紅豆麵包（2025年3月31日 - ，NHK）- 飾演 辛島健太郎

### 電影
- 假面騎士系列（東映）
  - 劇場版 假面騎士ZI-O Over Quartzer（2019年7月26日） - 飾演 假面騎士ZERO-ONE（配音）
  - 假面騎士令和The First Generation（2019年12月21日） - 主演 飛電或人 / 假面騎士ZERO-ONE
  - 劇場版 假面騎士ZERO-ONE REAL×TIME（2020年12月18日） - 主演 飛電或人/假面騎士ZERO-ONE/假面騎士ZERO-TWO
  - 假面騎士聖刃 + 機界戰隊全開者 超級英雄戰記（2021年7月22日） - 飾演 飛電或人/假面騎士ZERO-ONE
- 輝夜姬想讓人告白～天才們的戀愛頭腦戰～Final（2021年8月20日，東映）－飾演 荻野航
- DIVOC - 12 死靈軍團之怒DIY （2021年10月1日，SONY） - サイトー
- 牛首村 （2022年2月18日，東映） - 飾演 倉木將太
- 交換謊言日記（2023年7月7日、松竹） - 主演・瀨戶山潤
- 電影 擅長捉弄人的高木同學（2024年5月31日，東寶）- 飾演 西片[5]
- 藍色時期（2024年8月9日，日本華納兄弟）- 飾演 鮎川龍二
- 那個人消失了（日语：あの人が消えた）（2024年9月20日，TOHO NEXT） - 主演 丸子夢久郎

### 動畫電影
- 黑色五葉草：魔法帝之劍（2023年3月31日，松竹ODS事業室）－飾演 ジェスター・ガランドロス
- 祈念之樹（2026年1月30日，Aniplex）－主演 直井玲斗[6]

### MV
- GReeeeN 『たけてん』 MUSIC VIDEO

### 綜藝節目
- 別被狼君所欺騙第四季（2018年7月29日，AbemaTV）
- 戀愛心機又怎樣EP4（2020年10月31日，朝日電視台）－飾演 Instagram Live 直播男子 Eiji[7][8]
- GURU GURU 99（日本電視台） - 「GURU廚房競賽 我要成為Gochi！（日语：グルメチキンレース・ゴチになります!）」常規嘉賓
  - Part25（2024年1月18日 - 12月31日）
  - Part26（2025年1月16日 - )[9]

## 外部連結
- A-Plus上的官方簡介 （页面存档备份，存于）
- 高橋文哉的X（前Twitter）
- 高橋文哉的Instagram帳戶

| 前任： 奧野壯 （假面騎士ZI-O） | 日本假面騎士系列主騎士演員 假面騎士ZERO-ONE 2019年9月1日-2020年8月30日 | 繼任： 內藤秀一郎 （假面騎士聖刃） |